# Mareike Fell

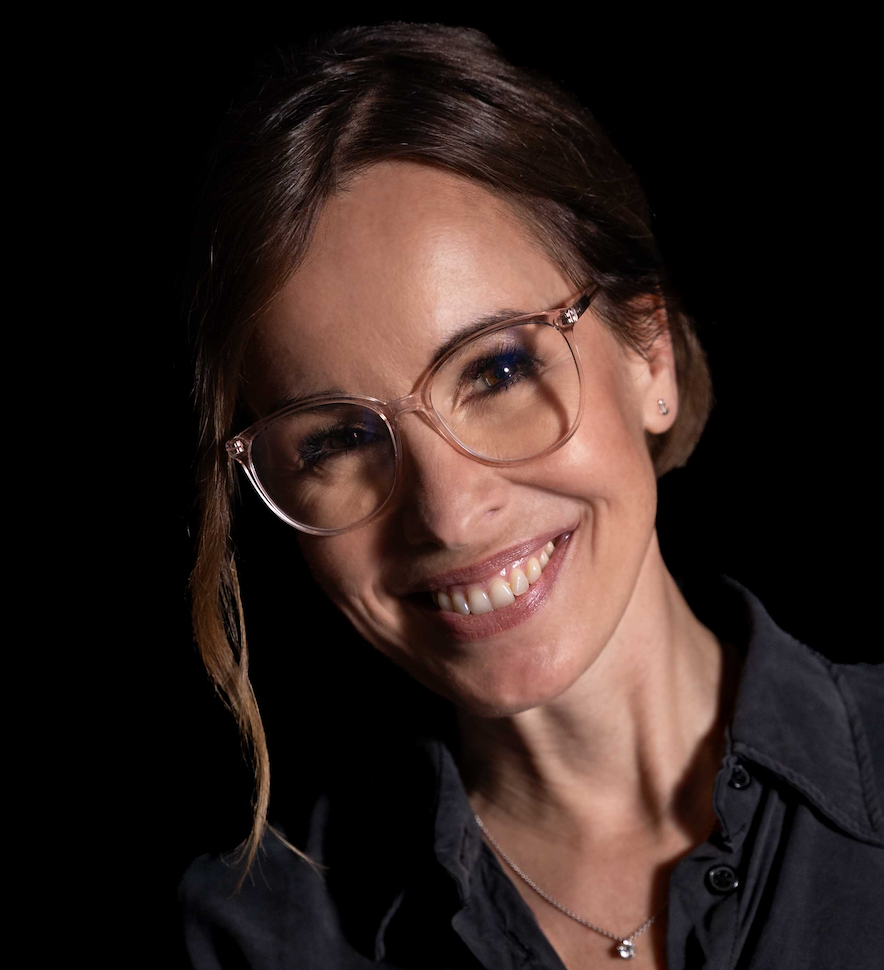
Mareike Fell (2025)

Mareike Fell (* 24. Februar 1975 in Detmold, Nordrhein-Westfalen) ist eine deutsche Schauspielerin sowie Synchron- und Hörspielsprecherin.

## Leben
Mareike Fell absolvierte von 1995 bis 1999 eine Schauspielausbildung in Deutschland und in den USA. Parallel übernahm sie 1995/1996 eine der Hauptrollen in der ZDF-Serie Jede Menge Leben sowie 1997/1998 in der SAT1-Serie Geliebte Schwestern. Ihren ersten großen Kinoauftritt hatte sie 1998 mit einer Hauptrolle in Over the Rainbow. 2005 spielte sie in der ProSieben-Produktion Crazy Partners die Hauptrolle an der Seite von Steffen Groth. Anfang 2006 war sie an der Seite von Sophie Schütt im Sat.1-Zweiteiler Himmel über Australien zu sehen. 2008 übernahm Fell in der ZDF-Neuauflage Der Bergdoktor die Rolle der Assistentin des Bergdoktors. Daneben war sie in zahlreichen anderen Fernsehserien und -filmen zu sehen.
Seit 2001 arbeitet Mareike Fell zudem als Werbe- und Synchronsprecherin. So war sie u. a. in Mako Mermaids und Alien Surf Girls die Stimme von Lucy Fry sowie von 2003 bis 2006 eine der Off-Stimmen für Nivea, von 2006 bis 2017 die Off-Stimme von Bebe Young Care und ist seit 2012 eine der Stimmen für Loreal.
2004 übernahm Mareike Fell die weibliche Hauptrolle im Film-Musical half empty, wofür sie 2006 mit dem Audience Award des Park City Music Festivals und dem Gold Vision Award des Santa Barbara Filmfestivals ausgezeichnet wurde. 2006 übernahm Mareike Fell in headhunter – the assessment ihre zweite Hauptrolle für den internationalen Markt.
Sie war Mitglied der deutschen Filmakademie, der deutschen Akademie für Fernsehen und des BFFS.
Neben ihrer Schauspielkarriere absolvierte sie ein Studium der Journalistik und Kommunikationswissenschaft und legte 2006 ihr Examen ab. Ab 2007 arbeitete sie neben dem Schauspiel als Dozentin an verschiedenen Hochschulen und als Coach. 2015 legte sie die staatliche Prüfung als Heilpraktikerin für Psychotherapie ab, beendete ihre aktive Karriere als Schauspielerin und wurde Mitglied im VFP. 2016 eröffnete sie ihre Praxis Sinnstiftung für Kinder- und Jugendcoaching sowie systemische Einzel-, Paar- und Familientherapie in Hamburg-Blankenese.
Seit 2018 ist sie zudem an einem Institut in der externen Mitarbeiterberatung (EAP) tätig. Im selben Jahr wurde sie in den wissenschaftlichen Beirat von „Einfach Eltern“ berufen. 2020 wurde sie Mitglied und zertifizierter Coach des Coaching-Verbandes „dvct“.
Seit 2024 ist Mareike Fell Beiratsvorsitzende der Fürstenberg Foundation, die die mentale Gesundheit von Jugendlichen und ihren Eltern fokussiert.  
2020 bis 2023 war sie Kolumnistin der CASH online zum Thema psychische Gesundheit. Darüber hinaus schreibt sie Gastbeiträge, hält Seminare und Vorträge und ist Gast in Print und TV.
Mareike Fell ist Mutter zweier Kinder, die ebenfalls im Synchronbereich tätig sind, und lebt mit ihrer Familie in Hamburg-Blankenese.

## Nominierungen
- 2006: Gold Vision Award Santa Barbara Filmfestival für Half Empty, Audience Award Park City Music Festival für Half Empty

## Filmografie
Kino (Auswahl)
- 1998: Over the Rainbow, Regie: Jan Peter
- 2000: Ein göttlicher Job, Regie: Thorsten Wettcke
- 2003: Operation Dance Sensation, Regie: Thilo Gosejohann
- 2004: half empty, Regie: Robert Peters, Dan Mirvish
- 2005: Der Junge ohne Eigenschaften, Regie: Thomas Stiller
- 2006: Headhunter – The Assessment, Regie: Sebastian Panneck
- 2010: 05, 03, 02 und 01: Trailer int. Filmfest Oldenburg, Regie: Thomas Stiller, Thorsten Neumann
- 2024: Der Spitzname

Fernsehen (Auswahl)
- 1995–1996: Jede Menge Leben, Regie: diverse
- 1996: Wie Pech und Schwefel (Fo.15), Regie: Rolf von Sydow
- 1997: Der Fahnder, Regie: Norbert Skrovanek
- 1997: Parkhotel Stern, Regie: John Delbridge u. div.
- 1997–1998: Fernsehserie Geliebte Schwestern, Regie: diverse
- 1998: Die Kommissarin, Regie: Charly Weller
- 1998: Im Namen des Gesetzes, Regie: Karsten Wichniartz
- 1998: Der Clown, Regie: Raoul Heimrich
- 1998: Die Strandclique, Regie: Olaf Götz
- 1999: Das Glücksquartett, Regie: Donald Krämer
- 1999: Klinikum Berlin Mitte – Leben in Bereitschaft, Regie: Udo Witte.
- 2000: Die Wache, Regie: C. Meyer-Grohbrügge
- 2000: Absolut das Leben, Regie: Hans Licht
- 2000: Die Wunde, Regie: Thomas Stiller
- 2000: Mörderinnen, Regie: Pepe Danquart.
- 2000: Seitensprung ins Glück, Regie: Stefan Lukschy.
- 2001: Samt und Seide, Regie: Gunther Friedrich
- 2002: Kollaps, Regie: Rolf Schübel
- 2002: Drei mit Herz – Berliner Luft, Regie: Isabell Kleefeld
- 2002: Alarm für Cobra 11 – Die Autobahnpolizei – Falsche Signale, Regie: Raoul W. Heimrich
- 2002: Die Cleveren – Todesspiel, Regie: Dennis Satin.
- 2002: Mann gesucht – Liebe gefunden, Regie: Dennis Satin.
- 2002: Der gestohlene Mond, Regie: Thomas Stiller.
- 2003: Tatort – Schattenlos, Regie: Thomas Stiller.
- 2003: Vera, Regie: Joseph Vilsmaier
- 2003: Samt und Seide, Regie: Gunther Friedrich
- 2004: Liebe ohne Rückfahrschein, Regie: Oliver Dommenget
- 2004: Charlotte und ihre Männer, Regie: Dirk Kummer
- 2004: Himmel über Australien, Regie: Thorsten Schmidt
- 2005: Crazy Partners, Regie: Dominic Müller
- 2005: Macho im Schleudergang, Regie: Edzard Onneken.
- 2005: Wilsberg – Callgirls, Regie: Walter Weber
- 2006: Himmel über Australien, Regie: Thorsten Schmidt
- 2006: Charlotte und ihre Männer, Regie: Dirk Kummer
- 2006: Liebe ohne Rückfahrschein, Regie: Oliver Dommenget
- 2006: Moppel-Ich, Regie: Thomas Nennstiel
- 2006: Die Gerichtsmedizinerin II, Regie: Thomas Stiller
- 2007: Kuckuckszeit, Regie: Johannes Fabrick
- 2007: Unschuldig, Regie: Thomas Stiller
- 2008: Der Bergdoktor, Regie: Axel de Roche
- 2009: Ein Sommer auf Sylt, Regie: Thomas Nennstiel
- 2013: Küstenwache, Regie: Tobias Stille
- 2014: Polizeiruf 110 – Liebeswahn, Regie: Thomas Stiller
- 2014: Aktenzeichen XY  … ungelöst, Regie: David Carreras
- 2021: Katie Fforde: Du lebst nur einmal

Kurzfilm (Auswahl):
- 2000: Der Aussteiger, Regie: Philipp Stennert, FH Ludwigsburg
- 2001: Hänsel und Gretel, Regie: Marc Schüttrumpf
- 2004: Examen, Regie: André F. Nebe, Diplomarbeit der FH Hark Bohm, Hamburg
- 2010: House on Arch Lane, Regie: Alex de Lukowicz/Alex Steinhoff

## Sprechrollen

### Werbung
- 2003–2006: Off-Stimme Nivea
- 2006–2017: Off-Stimme Bebe Young Care
- seit 2012: Off-Stimme Loreal

### Synchron/Overlay/Hörspiel
- 2012: Alien Surf girls, Serien-Hauptrolle Zoey
- 2012: Hello Kitty, Serien-Hauptrolle Keropy
- 2012: ??? kids, Folge 30, Hörspiel-Rolle Julia
- 2012: ??? Kids, Adventskalender, Hörspiel-Rolle: Dolly Parton
- 2013: Mako Mermaids, Serien-Hauptrolle Lyla
- 2014: Fargo, Serien-Rolle Kitty Niegaard
- 2014: Eltern gesucht – Overlay Serie
- 2014: Lalaloopsy, Serien-Rollen Sunny, Ember, Blossom
- 2015: Unbreakable Kimmy Schmidt, Serien-Rolle Gretchen Chalker
- 2015: the Auction-Hunters – Overlay Serie
- 2015: Tashi, Serien-Rolle Lotus
- 2016: paranormal survivor, Overlay Serie
- 2016: S.U.M.1, Kino, Rolle Mate
- 2017: rank the prank, Overlay Serie
- 2017: der Bus, Overlay Doku
- 2017: House Crashers, Overlay Serie
- 2017: The Bold Type, Overlay Serie
- 2017: The Fallen ones, Film, Angela
- 2018: Chasing the Northern Lights, Dokumentation, Off-Sprecherin
- 2018: Unbreakable Kimmy Schmidt, Serie, Gretchen Chalker
- 2018: Total Dreamer, Serie, Hauptrolle Gilda
- 2018: Hunter Street, Serie, Hauptrolle Kate Hunter
- 2018: House Crashers, Serie, Overlay
- 2018: Designated Survivor, Serie, Principal Mary
- 2019: League of Legends, Game
- 2019: Das Ministerium der Welten, Hörbuch
- 2019: Ronin und das kleine Blubbermonster, Hörbuch
- 2020: Romantic Reunion, Rolle Mrs. Sinclair
- 2020: Sette Giorni, Film, Sprecherin Audiodescription
- 2020: Peek Zoo, Serie, Dr. Sue
- 2020: Single Parents, Serie
- 2020: The Astronauts, Serie, Molly